# سارهای درخشان
سارهای درخشان (نام علمی: Lamprotornis) نام یک سرده از تیره ساران است.